# Lucy Greenish
Lucy Adelaide Greenish (9 tháng 11 năm 1888 - 4 tháng 9 năm 1976), còn được biết đến với tên Lucy Adelaide Symes, là người phụ nữ đầu tiên đăng ký trở thành Kiến trúc sư  tại New Zealand.

## Sinh thời thơ ấu và tuổi trẻ
Lucy Greenish sinh tại Brisbane, Úc vào năm 1888. Cha cô là George William Greenish, một quản lý bảo hiểm, và mẹ cô tên Margaret Emily Eggar.:181. Anh trai là Frank và em gái Dorothy. Gia đình cô chuyển đến New Zealand vào năm 1908, nhưng cha của cô qua đời ngay sau khi họ đến. Margaret Greenish thành lập một trường trung học và một trường mẫu giáo ở Karori, dựa trên những nguyên tắc giảng dạy của Friedrich Fröbel, người tiên phong quốc tế về khái niệm mẫu giáo.

## Sự nghiệp
Năm 1909, khi Greenish mới 20 tuổi, Greenish đã được nhận vào làm kỹ sư tập sự tại công ty kiến trúc Wellington Atkins và Bacon.
Năm 1912, Greenish đã chuẩn bị các hình minh họa cho một địa chỉ chiếu sáng được thể hiện bởi Viện Kiến trúc sư New Zealand, để tôn vinh vai trò người bảo trợ của John Dickson-Poynder, Lord Islington, Thống đốc New Zealand sắp rời nhiệm kỳ.
Năm 1913, Greenish đã được bầu làm cộng tác viên của Viện Kiến trúc New Zealand. Ngay sau khi Đạo luật của Viện Kiến trúc New Zealand được thông qua cùng năm, Greenish trở thành người phụ nữ duy nhất được đăng ký' Vào năm 1914, cô đã được đăng ký là một kiến trúc sư, trở thành người phụ nữ đầu tiên đạt được danh hiệu kiến trúc sư đã đăng ký ở New Zealand.:327 Lúc đó, việc một phụ nữ đăng ký làm kiến trúc sư là hiếm thấy, và trong 20 năm tiếp theo không có phụ nữ nào khác được đăng ký. Sau đó, Greenish đã chuyển đến Dunedin và bắt đầu làm việc cho một công ty địa phương.
Tháng 8 năm 1927, Greenish đã trở thành người phụ nữ đầu tiên ở New Zealand thành lập công ty kiến trúc riêng của mình. Cô đã tuyên bố mở cơ sở hành nghề tại Lower Hutt, đánh dấu bước ngoặt quan trọng trong sự nghiệp kiến trúc của cô.
Nhà sử học Elizabeth Cox, có trụ sở tại Wellington, đã xuất bản cuốn sách "Making Space: A History of New Zealand Women in Architecture" vào năm 2022. Cuốn sách này đã được dành tặng cho Lucy Greenish (Symes).

## Cuộc sống cá nhân
Sau khi George Greenish qua đời, Lucy, Frank và Dorothy đều sống cùng mẹ tại Karori cho đến khi Thế chiến thứ nhất bùng nổ. Anh trai của cô ấy, Frank, cũng là một kiến trúc sư Wellington. Anh đã giúp đỡ trong quá trình phát triển Đạo luật NZIA vào năm 1913, cho phép đăng ký các kiến trúc sư, bao gồm cả chị gái Lucy, vào năm sau đó.:181 Mẹ của cô ấy, Margaret, qua đời vào năm 1917.
Greenish là một nghệ sĩ tài năng. Một tin tức từ tháng 12 năm 1911 ghi nhận rằng Greenish đã vẽ cảnh cho một vở kịch làm phần của buổi tiệc kết thúc năm của trường do mẹ cô điều hành. Tác phẩm màu nước của cô đã được trưng bày trong một triển lãm nghệ thuật vào năm 1923 và được đánh giá trong một tờ báo ở Dunedin.  Ở tuổi 37, cô ấy mang bầu và chuyển đến Úc để sinh con. Con gái của cô được nhận nuôi tại Úc, và Greenish cuối cùng đã trở về New Zealand vào năm 1926 hoặc đầu năm 1927.
Greenish sống ở Taitā, New Zealand trong khoảng 20 năm, và không kết hôn cho đến năm 1945 khi cô ấy kết hôn với Henry Symes.:327 Symes qua đời tại ngôi nhà của họ ở Marton, New Zealand vào tháng 11 năm 1949. Greenish qua đời vào ngày 4 tháng 9năm 1976, và nơi tưởng niệm của cô ở Nghĩa trang Mount View, Marton, New Zealand.